# Rajd Liège-Rome-Liège 1954
Rajd Liège-Rome-Liège 1954 (13. Liège-Rome-Liège) – 13. edycja rajdu samochodowego Rajd Liège-Rome-Liège rozgrywanego w Belgii. Rozgrywany był od 18 do 22 sierpnia 1954 roku. Była to ósma runda Rajdowych Mistrzostw Europy w roku 1954.

## Klasyfikacja rajdu
| Miejsce                      | Kierowca                     | Pilot                        | Samochód                     | Czas                         | Strata                       |                              |
| Klasyfikacja generalna i ERC | Klasyfikacja generalna i ERC | Klasyfikacja generalna i ERC | Klasyfikacja generalna i ERC | Klasyfikacja generalna i ERC | Klasyfikacja generalna i ERC | Klasyfikacja generalna i ERC |
| ---------------------------- | ---------------------------- | ---------------------------- | ---------------------------- | ---------------------------- | ---------------------------- | ---------------------------- |
| 1.                           | Helmut Polensky              | Herbert Linge                | Porsche 356 1500             | 5:11                         | 0.0                          |                              |
| 2.                           | Olivier Gendebien            | Charles Fraikin              | Lancia Aurelia B20 GT        | 8:32                         | +3:21                        |                              |
| 3.                           | Claude Storez                | Jack Chanal                  | Porsche 356 1500             | 26:18                        | +21:07                       |                              |
| 4.                           | Georges Houel                | G. Blaise                    | Alfa Romeo 1900 TI           | 26:57                        | +21:46                       |                              |
| 5.                           | René Cotton                  | Jean-Louis Lemerle           | Salmson 2300 Sport           | 31:29                        | +26:18                       |                              |
| 6.                           | Jean Redélé                  | Louis Pons                   | Renault 4 CV 1063            | 32:23                        | +27:12                       |                              |
| 7.                           | Robert Reip                  | Reggie Bovens                | Fiat 8V Zagato               | 34:48                        | +29:37                       |                              |
| 8.                           | Yves Barre                   | Pellecuer                    | Porsche 356                  | 36:14                        | +31:03                       |                              |
| 9.                           | Eric Celerier                | Pierre-Louis Revillon        | Porsche 356                  | 39:23                        | +34:12                       |                              |
| 10.                          | Gilbert Sabine               | M. Leroux                    | Porsche 356                  | 44:55                        | +39:44                       |                              |